# Přestavlky (Tršice)
Přestavlky je vesnice, část obce Tršice v okrese Olomouc. Nachází se na horním toku potoka Loučka, asi 4 km na západ od Tršic a 11 km vjv. od Olomouce. V roce 2009 zde bylo evidováno 70 adres. V roce 2001 zde trvale žilo 114 obyvatel.
Přestavlky je také název katastrálního území o rozloze 2,23 km2.

## Název
Jméno vesnice původně znělo Přěstavlci a označovalo obyvatele, kteří vykonávali nějakou činnost ve vztahu k vlkům. Způsob vzniku označení a jeho význam se už dnes nedá stanovit. Stejné místní jméno se kromě Moravy vyskytuje též v Čechách, na Slovensku, na Ukrajině a v Srbsku.

## Historie
První písemná zmínka o obci pochází z roku 1275.

## Pamětihodnosti
- Pomník umučeným r. 1945
- kaple sv. Karla Boromejského